# Manto litosférico

Corte de la Tierra desde el núcleo hasta la corteza, la litosfera comprende la corteza y el manto litosférico (el detalle no está a escala)

El manto litosférico es la parte sólida superior del manto. 
El manto litosférico se subdivide en el manto litosférico subcontinental asociado con la litosfera continental y el manto litosférico oceánico, asociado con la litosfera oceánica.